# Celia Gregory
Celia Christine Gregory (23 de septiembre de 1949 — 8 de septiembre de 2008) fue una actriz de cine, televisión y teatro británica. 
Su papel más conocido fue el de la serie de la BBC de 1976 Survivors, aunque apareció en otras series televisivas como Hammer House of Horror, The Professionals, Bergerac, Tales of the Unexpected, The Case-Book of Sherlock Holmes: The Problem of Thor Bridge y Reilly, Ace of Spies, entre otros.
También trabajó en el West End de teatro junto a artistas como Laurence Olivier, Joan Plowright y Frank Finlay en la obra de Eduardo De Filippo Saturday, Sunday, Monday en 1973. En 1991 interpretó a Calpurnia en Julio César y a Lady Capuleto en Romeo y Julieta para la Royal Shakespeare Company.
Se casó con Keith Bender con el que tuvo dos hijos. El matrimonio acabó en divorcio. Se retiró en 1993 para pasar tiempo con su familia.